# Washington Rodríguez (arbitre)
Pour les articles homonymes, voir Washington Rodríguez.
Washington Rodríguez est un arbitre uruguayen de football des années 1950.

## Carrière
Il a officié dans des compétitions majeures : 
- Copa América 1955 (3 matchs)
- Copa América 1956 (3 matchs)
- Copa América 1959 (Argentine) (4 matchs)